# Susan Brooks

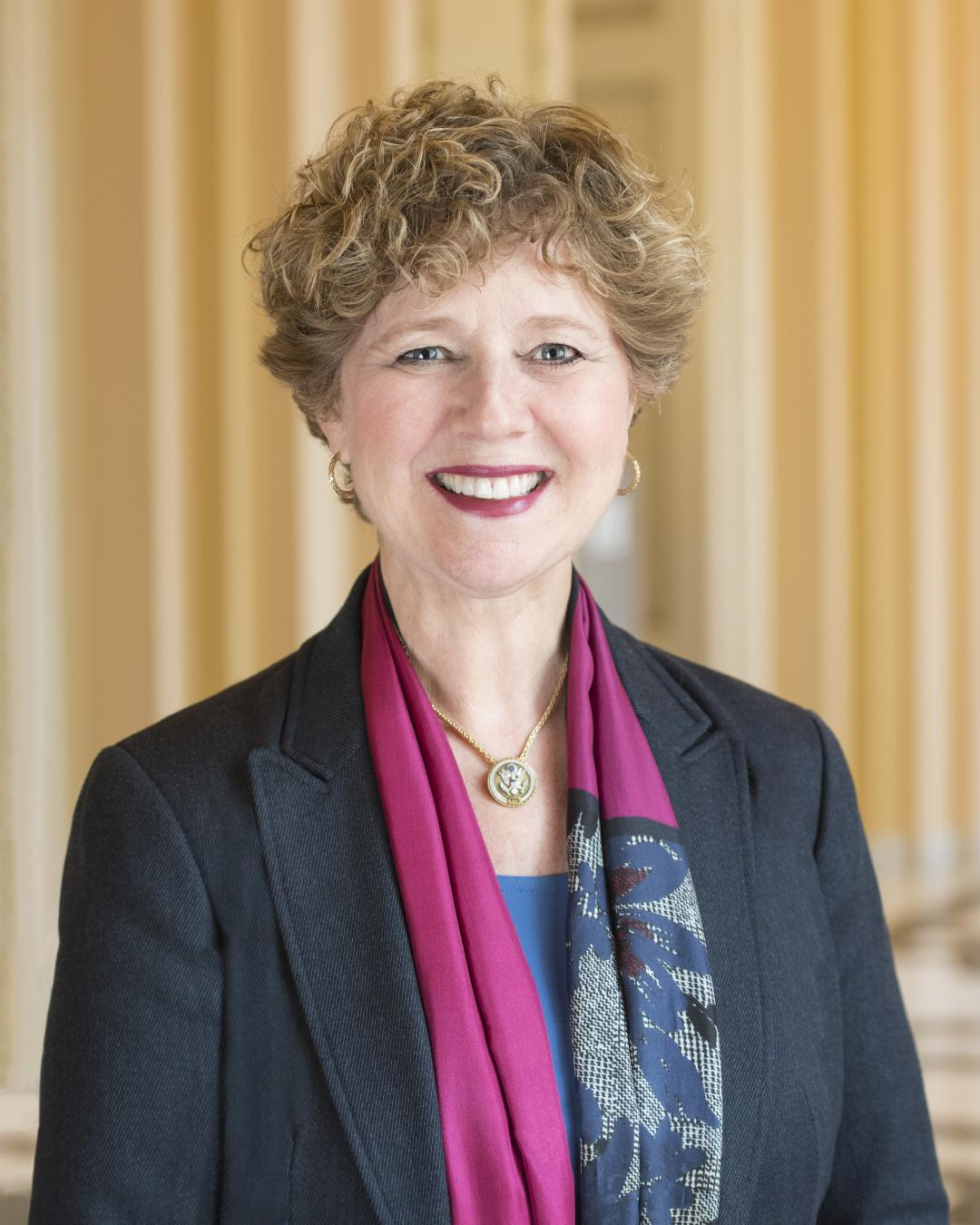
Susan Brooks (2018)

 Susan Wiant Brooks (* 25. August 1960 in Fort Wayne, Indiana) ist eine US-amerikanische Politikerin. Sie vertrat von 2013 bis 2021 den Bundesstaat Indiana im US-Repräsentantenhaus.

## Werdegang
Susan Brooks besuchte die Homestead High School in ihrer Heimatstadt Fort Wayne und studierte danach bis 1982 an der Miami University in Oxford (Ohio). Nach einem anschließenden Jurastudium an der School of Law der Indiana University in Indianapolis und ihrer 1985 erfolgten Zulassung als Rechtsanwältin begann sie in diesem Beruf zu arbeiten. Gleichzeitig schlug sie als Mitglied der Republikanischen Partei eine politische Laufbahn ein. In den Jahren 1998 und 1999 war sie stellvertretende Bürgermeisterin von Indianapolis unter Bürgermeister Stephen Goldsmith. Dabei befasste sie sich vor allem mit den Themen Kriminalität, Recht und soziale Wohlfahrt. Zwischen 1999 und 2001 arbeitete Brooks für die in Indianapolis ansässige Anwaltsfirma Ice Miller; von 2001 bis 2007 war sie Bundesstaatsanwältin für den südlichen Distrikt von Indiana. Zwischen 2007 und 2011 arbeitete sie für das Ivy Tech Community College in Indianapolis.
Bei den Kongresswahlen des Jahres 2012 wurde Brooks im fünften Wahlbezirk von Indiana mit 58 Prozent der Wählerstimmen gegen den Demokraten Scott Reske in das US-Repräsentantenhaus in Washington, D.C. gewählt, wo sie am 3. Januar 2013 die Nachfolge von Dan Burton antrat. Nach bisher drei Wiederwahlen in den Jahren 2014, 2016 und 2018 kann übte sie ihr Amt bis zum 3. Januar 2021 aus. Bei der Wahl 2020 war Brooks nicht mehr angetreten. Nach dem Ende der Legislaturperiode wurde sie von Victoria Spartz abgelöst. 
Brooks stimmte am 29. Oktober 2019 als eine von 11 Abgeordneten des Repräsentantenhauses gegen die Resolution, die die Ermordung und Deportation der Armenier im Osmanischen Reich als Völkermord klassifizierte.
Susan Brooks ist verheiratet und hat zwei Kinder.